# 蘇敬
苏敬（599年—674年），又作苏恭，唐代宋（今湖北境内）人。生于隋开皇十九年（599年），曾任朝议郎右监门府长史骑都尉。显庆二年（657年）鉴于陶弘景的《本草经集注》遗误尚多，上疏請修本草，即今之《唐本草》，“上稟神規，下詢眾議”。卒于唐咸亨五年（674年）。